# 和暲
和暲（1449年—？），字文輝，山西陵川縣人，河南開封府河陰縣軍籍，明朝政治人物。進士出身。

## 生平
早年出身縣學生，后中举河南鄉試第十一名。成化十一年（1475年）乙未科會試第一百三十八名，殿試登進士第二甲第六十一名。

## 家族
曾祖父和好古，曾任教諭。祖父和琦，曾任教授。父亲和維，曾任按察司僉事。